# Zygmunt Karol Radziwiłł
Zygmunt Karol Radziwiłł herbu Trąby (ur. 4 grudnia 1591 w Nieświeżu, zm. 5 listopada 1642 w Asyżu) – podkomorzy stołowicki od 1614, od 1625 poznański, od 1617 roku krajczy koronny królowej, od 1633 krajczy wielki litewski, od 1638 podczaszy wielki litewski, od 1642 wojewoda nowogródzki. Komandor komandorii poznańskiej kawalerów maltańskich w latach 1625–1642, komandor komandorii stołowickiej w latach 1616–1642, kanonik kapituły katedralnej poznańskiej w latach 1625–1642.
Syn Mikołaja Krzysztofa zwanego Sierotką, brat: Albrechta Władysława, Aleksandra Ludwika i Jana Jerzego.
Uczestniczył w wyprawie chocimskiej 1621 roku. Od 1622 roku był tytularnym hetmanem pozostającej na żołdzie cesarskim formacji lisowczyków, Ferdynand II Habsburg nadał mu godność komornika dworu cesarskiego i generała jazdy polskiej. Poseł powiatu nowogródzkiego na sejm 1625 roku oraz sejm zwyczajny i nadzwyczajny 1626 roku. Został podczaszym królowej.
Był elektorem Władysława IV Wazy z województwa nowogródzkiego w 1632 roku. Był marszałkiem koła poselskiego sejmiku generalnego Wielkiego Księstwa Litewskiego w 1632 roku.
Poseł nowogródzki na sejm 1625 roku, sejm zwyczajny i nadzwyczajny 1626 roku, sejm elekcyjny 1632 roku, sejm zwyczajny 1637 roku i sejm 1639 roku. Poseł na sejm ekstraordynaryjny 1635 roku.
Jako poseł na sejm koronacyjny 1633 roku wszedł w skład komisji do wojny z Moskwą i organizacji wojska. W 1633 roku za pieniądze koronne zaciągnął pułk piechoty i wziął udział w wyprawie smoleńskiej.